# Žagrići
Žagrići (en italien : Sagri) est une localité de Croatie située en Istrie, dans la municipalité de Žminj, dans le comitat d'Istrie. En 2001, la localité comptait 41 habitants.

## Démographie
| 1880 | 1890 | 1900 | 1910 | 1948 | 1953 | 1961 | 1971 | 1981 |
| ---- | ---- | ---- | ---- | ---- | ---- | ---- | ---- | ---- |
| 82   | 70   | 87   | 108  | 92   | 87   | 77   | 67   | 56   |

| 1991 | 2001 | - | - | - | - | - | - | - |
| ---- | ---- | - | - | - | - | - | - | - |
| 47   | 41   | - | - | - | - | - | - | - |